# 华丽层蘑菇
华丽层蘑菇（学名：Hymenagaricus splendidssimus）是一种真菌，属于伞菌科层蘑菇属。

## 命名
1998年，英国学者Watling曾将此物种置于单独的海氏蘑菇属（Heinemannomyces）下，作为该属的唯一物种。但此后，孟加拉国学者Hosen、清迈大学学者Yuanshuai Liu、皇太后大学学者Phongeun Sysouphanthong等学者发现这种真菌在系统学上实际上是层蘑菇属的一支。最终，2024年，由Yang K.L.等人发表的论文正式将该物种移入层蘑菇属之下。